# باتلاق شنی

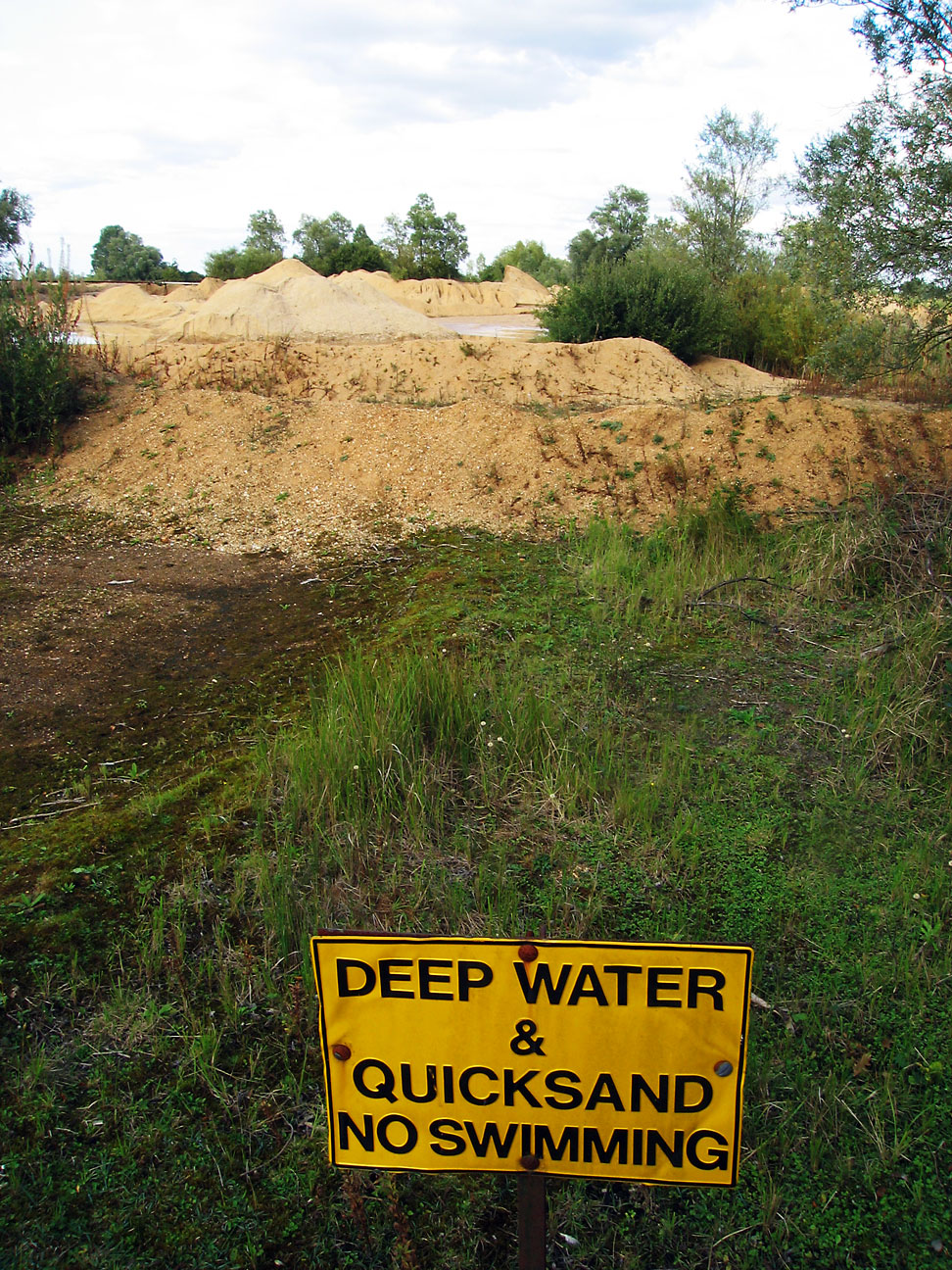
باتلاق شنی و یک علامت هشدار در مورد آن در یک معدن سنگ‌ریزه در انگلستان

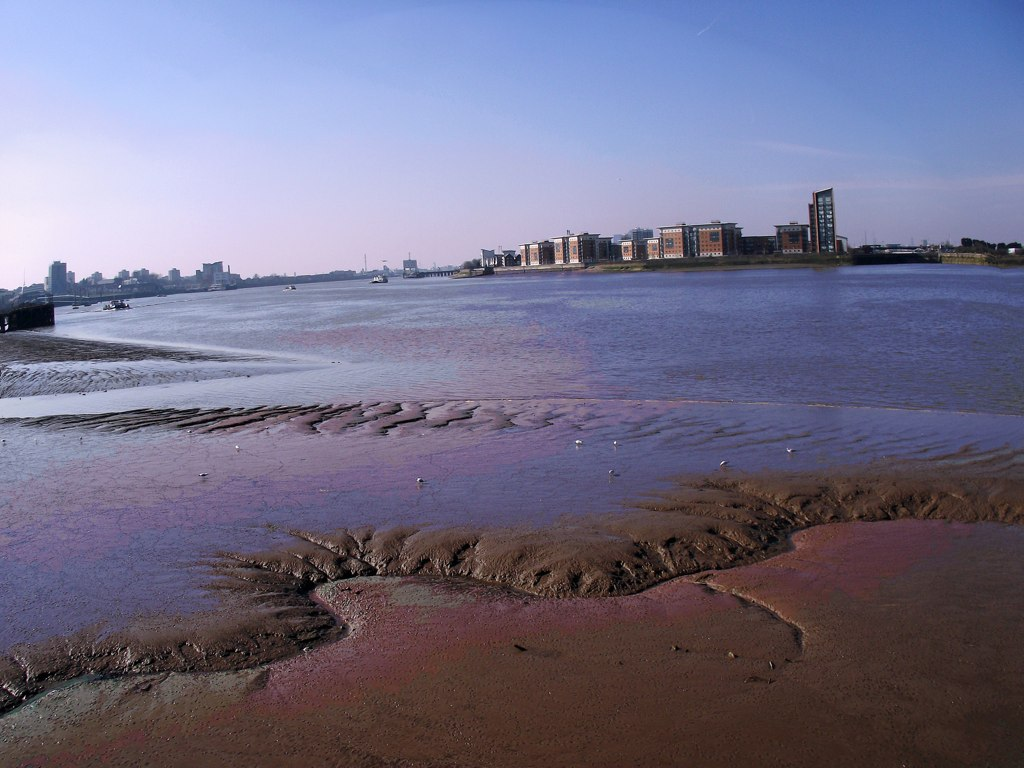
باتلاق شنی روی تیمز

باتلاق شنی یا ماسه روان (به انگلیسی: Quicksand) یک کلوئید است که از مواد دانه‌ای ریز (مانند ماسه، لای یا رس) و آب تشکیل شده‌است. هنگامی که ماسه به‌طور ناگهانی تکان بخورد، در ماسه شل اشباع‌شده تشکیل می‌شود. هنگامی که آب موجود در ماسه نمی‌تواند از آن خارج شود، خاکی مایع‌شده ایجاد می‌کند که قدرت خود را از دست می‌دهد و نمی‌تواند وزن را تحمل کند. ماسه روان می‌تواند در آب راکد یا در آب جاری به سمت بالا (مانند چاه آرتزین) تشکیل شود. در مورد جریان آب به سمت بالا، نیروها با نیروی جاذبه مقابله می‌کنند و ذرات خاک را معلق می‌کنند.
رسوب اشباع‌شده ممکن است کاملاً جامد به نظر برسد تا زمانی که یک تغییر ناگهانی فشار یا شوک سبب مایع شدن شود. این امر سبب می‌شود شن و ماسه به شکل معلق درآید و قدرتش را از دست بدهد. بالشتکی شدن آب بافتی اسفنجی و سیال‌مانند به شن روان و دیگر رسوبات مایع شده می‌دهد. اجسام در ماسه مایع شده تا حدی فرومی‌روند که وزن جسم برابر با وزن مخلوط خاک/آب جابجا شده‌است و جسم غوطه‌ور به دلیل شناوریش، شناور می‌شود.
روان‌گرایی خاک ممکن است در خاک نیمه اشباع شده زمانی که زلزله یا نیروهای مشابه آن را تکان دهند رخ دهد. حرکت همراه با افزایش فشار منفذی (آب‌های زیرزمینی) سبب از بین رفتن پیوستگی ذرات می‌شود و باعث فرورفتن ساختمان‌ها یا سایر اجسام روی آن سطح می‌شود.

## ویژگی‌ها

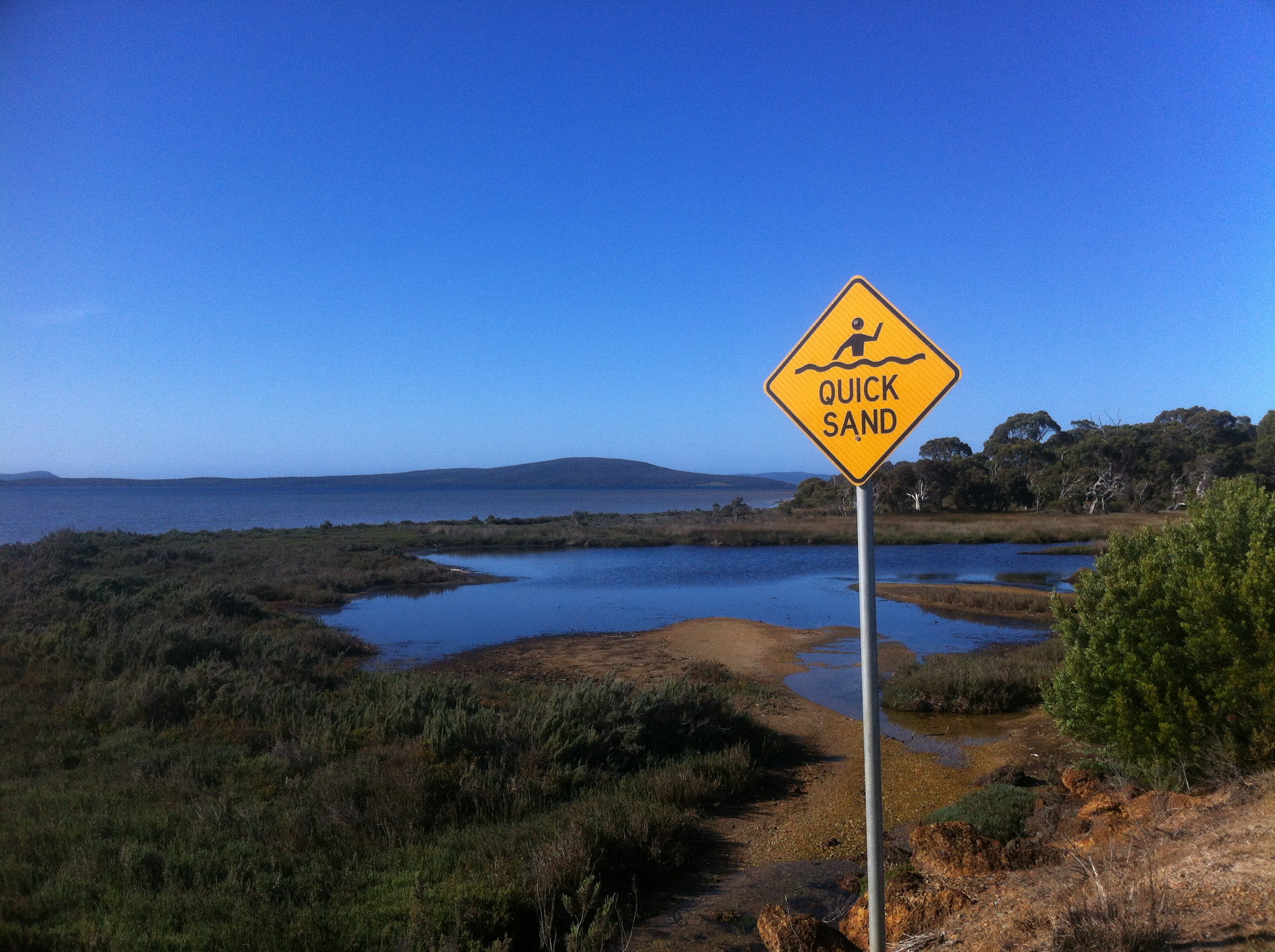
تابلوی هشدار شن روان در نزدیکی پل لوور کینگ، استرالیای غربی

فرورفتن انسان به‌طور کامل در شن‌های روان غیرممکن است، چون ماسه روان دارای چگالی حدود ۲ گرم در سانتی‌متر مکعب است، در حالی که چگالی بدن انسان حدود ۱ گرم در سانتی‌متر مکعب می‌باشد.

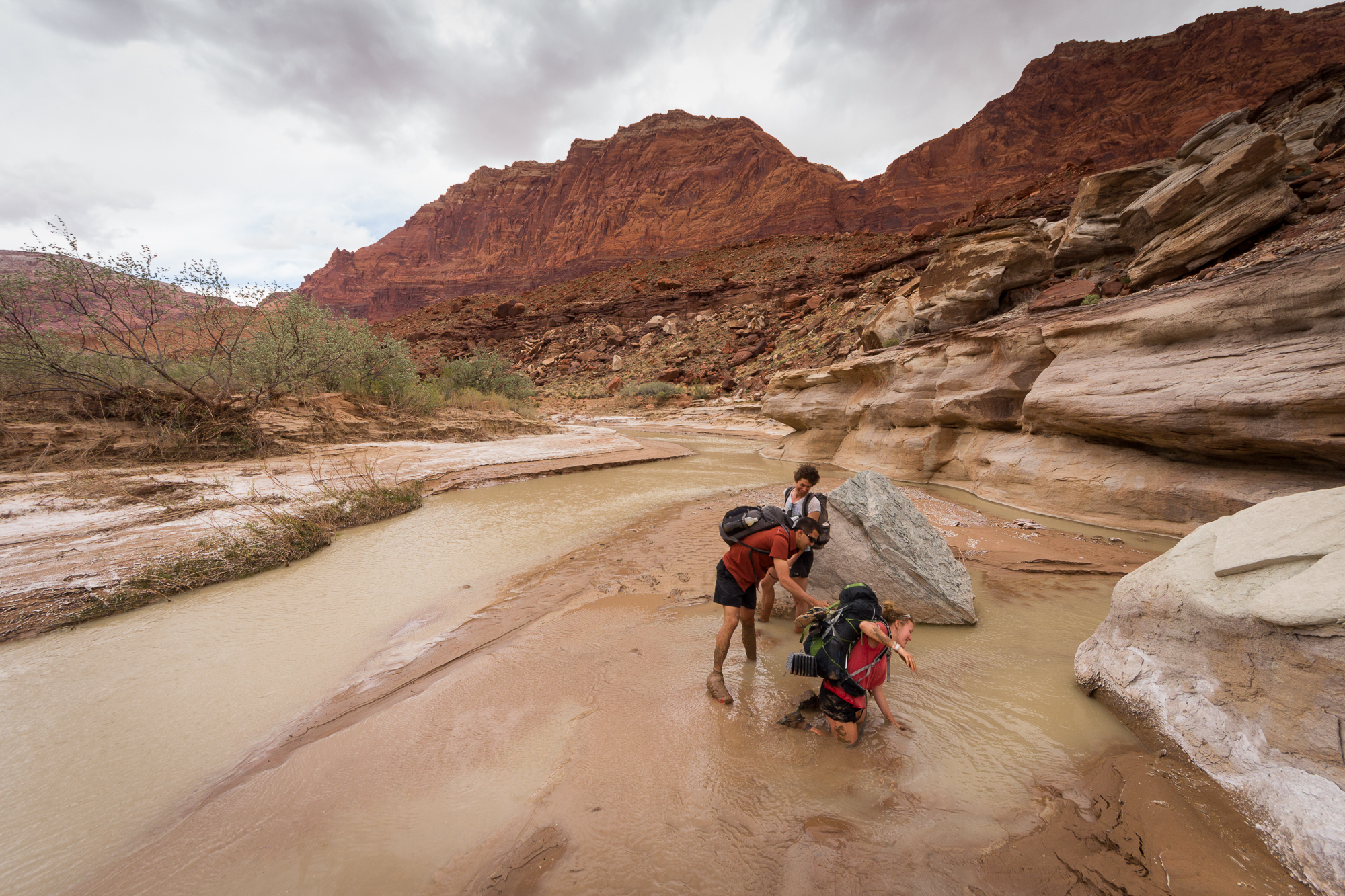
برخورد گروهی از کوهنوردان با شن‌های روان در سواحل رودخانه پریا، یوتا